# 로스쿨의 영화들
로스쿨의 영화들 (시네마 노트에 쓴 법 이야기)은 성균관대학교 법학과 교수인 김성돈이 쓴 책으로 법률 주제를 다룬 영화를 소개하는 책이다. 2007.04.20에 출간되었다. 법률소재들을 영화 속 맥락에서 설명하고 이해하기 쉽게 해설하고 있다.

## 목차
책을 내며
우리 사회의 사건과 법
- 생존을 위한 환경법의 진화 - '괴물'
- 개인의 존엄은 언제나 최우선이다 - '한반도'
- 포기해야 할 본성, 폭력 - '살인의 추억'
- 사전검열의 망령이 떠돌고 있다 - '그때 그 사람들'
- 통신비밀과 프라이버시를 지켜야 한다 - '닉슨'

금기와 인권
- 도박의 사회학 - '타짜'
- 대마초의 합법화를 말한다 - '오! 그레이스'
- 다수 이성애자와 소수 동성애자 - '브로크백 마운틴'
- 성매매특별법과 새로운 계명 - '사마리아'
- 평등권을 위한 안경 - '여섯 개의 시선'
- 인간 본성과 사회 환경
- 인간의 본성과 유전자 - '가타카'
- 역할이 사람을 만든다 - '엑스페리먼트'
- 유전무죄, 무전유죄 - '홀리데이'
- 푹력의 공급과 수요법칙 - '비열한 거리'
- 악의 수단으로 정의를 말한다 - '데스노트 - 라스트 네임'

사건과 진실
- 거짓말과 마녀재판의 관계 - '크루서블'
- 사건과 진실의 상대성 원리 - '그 남자는 거기 없었다'
- 진실이 담긴 블랙박스 - '뮤직박스'
- 법과 종교의 경계 - '엑소시즘 오브 에밀리 로즈'
- 기억, 사실, 거짓말의 삼각구도 - '마틴 기어의 귀향'

사법제도와 법조인
- 공소시효와 회복적 사법 - '그놈 목소리'
- 사법의 민주화를 위한 국민재판참여제도 - '12명의 성난 사람들'
- 검찰공화국에서 민주공화국으로 - '공공의 적2'
- 변호사의 덕목, 뜨거운 가슴 - '레인메이커'
- 법정의 풍경 - '인디안 썸머'

변화 속의 법
- 국가보안법과 열린 사회의 적들 - '선택'
- 사형제를 폐지하라 - '데이비드 게일'
- 영심적 병역거부와 대체복무제도 - '용서받지 못한 자'
- 안락사와 존엄사 - '밀리언 달러 베이비'
- 복제인간의 인권을 생각한다 - '아일랜드'

법에 대한 상상력을 키우는 책들
법률용어소사전